# Berthold von Fetzer
Karl Berthold Fetzer, ab 1886 von Fetzer, (* 3. April 1846 in Stuttgart; † 15. August 1931 in Stuttgart-Degerloch) war ein deutscher Mediziner und Generalarzt à la suite sowie Leibarzt der beiden letzten württembergischen Könige.

## Leben
Als Sohn von Carl August Friedrich Fetzer geboren, studierte Berthold von Fetzer nach dem Besuch des Stuttgarter Gymnasiums Medizin in Tübingen. Während seines Studiums wurde er 1863, wie schon sein Vater in seiner Studentenzeit, Mitglied der Burschenschaft Germania Tübingen. Nach seiner Promotion zum Dr. med. et chir. wurde er Assistenzarzt an der Chirurgischen Klinik in Tübingen. Am Deutsch-Französischen Krieg nahm er von 1870 bis 1871 als Oberarzt am 4. Württembergischen Feldspital teil. Nach dem Krieg wurde er praktischer Arzt in Stuttgart, schlug ab 1872 dann aber die militärärztliche Laufbahn ein. 1881 wurde er Stabs- und Garnisonsarzt in Stuttgart, 1883 Zweiter Hofarzt, Generalarzt à la suite und Staatsrat. Ab 1885 war er Leibarzt der beiden letzten württembergischen Könige Karl I. und Wilhelm II. sowie der Königin Olga. Er war Gründer und erster Chefarzt des Stuttgarter Karl-Olga-Krankenhauses. Von Karl I. wurde er 1886 durch Verleihung des Ehrenritterkreuzes des Ordens der Württembergischen Krone in den persönlichen Adelsstand (Nobilitierung) erhoben. 1911 musste er aus gesundheitlichen Gründen in den Ruhestand gehen. Er war Verfasser zahlreicher medizinischer Schriften. 1963 erhielt die Hölderlinklinik der Diakonissenanstalt Martha-Maria in Stuttgart den Namen Staatsrat-von-Fetzer-Klinik. Zu diesem Anlass wurde eine Bronzebüste im Park der Klinik eingeweiht.